# 宝石の煌き
『宝石の煌き』 (Splendor) は2014年にSpace Cowboys社より発売された、多人数プレイ型のボードゲーム。作者はゲームシステム担当がマーク・アンドレ (Marc André)、カードデザインがパスカル・キドール (Pascal Quidault)。プレイヤーはルネサンス期の商人という設定で、宝石鉱山、輸送手段および店舗といった物件を購入して勝利をめざす。日本語版の発売元であるホビージャパンの公式ページによれば、リソースマネジメントおよび拡大再生産といったジャンルに分類されている。2014年のドイツ年間ゲーム大賞ノミネートをはじめ、複数のゲーム賞にノミネートもしくは受賞している（後述の受賞歴節を参照）。
本ゲームは「ボードゲーム」に分類されるが、プレイするボードは付属せずに、カードゲームのように手持ちのテーブルやマットなどに直接カードやタイル、トークン（チップ）を置く。
2014年に英語、オランダ語、スペイン語、イタリア語、フランス語、ドイツ語の各言語版が発売され、日本語版の発売は2015年。英語版の拡張セットについては2017年6月に発表があり、日本では拡張セットが『宝石の煌き：都市』として同年9月に発売された。ゲーム自体には言語的な違いは無く、パッケージや説明書がそれぞれの言語で書かれている。そのため、プレイ方法を知っていればどの言語版でも支障なく遊ぶことが出来る。

## プレイ方法
2から4人のプレイヤーで遊び、最終的に最も高い威信ポイントを獲得したプレイヤーの勝利となる。コンポーネントは次のものが含まれる。威信ポイントは発展カードの一部や貴族タイルなどから獲得する。
- 40枚の宝石トークン - チップ型のトークンで、赤（ルビー）、白（ダイアモンド）、青（サファイア）、黒（オニキス）、緑（エメラルド）、黄金（金）の6種類。黄金は5枚あり、ワイルドカードとして使う。その他は7枚ずつある。
- 90枚の発展カード
- 10枚の貴族タイル

共有の場に宝石トークンと発展カード（1-3レベルまでの区分があり、各4枚を表にしておく）、そして貴族タイルを設置してからゲームを開始する。各プレイヤーは手番を順番に行う。手番でできる行動は以下のうち一つ。
- 3種類各1枚の宝石トークン（黄金以外）を共有の場から得る。
- 1種類2枚の宝石トークン（黄金以外）を共有の場から得る。ただし、その種類が4枚以上残っている時に限られる。
- 「確保」を宣言し、発展カードを1枚自分の手元に置く。また、黄金を1枚得る。確保したカードは即座に効果を発揮するのもではないが、自分だけが購入する権利をもつようになる。
- 表になっている発展カードまたは確保済みの発展カードを購入する。購入には手持ちの宝石トークンを支払う必要がある。この際、すでに購入済の発展カードがあれば、その右上に表示されている宝石の分、安く購入することができる。購入したら発展カードを山札より1枚表にする（つねに12枚が購入対象として開示された状態となるようにする）。

手順の最後に貴族タイルに示されている条件を満たすだけの枚数の発展カードを購入済であれば、貴族タイルを得る（ゲームの設定では貴族が訪問するとある。ルール上、貴族の訪問は拒否することが出来ないと説明がある。しかし、貴族が訪問することに対して不利になる点は特に見当たらない。）。全員が手番を終えたら次のラウンドとなり、後述の終了条件を満たすまで上記手順を繰り返す。

### ゲームの終了条件と得点計算
発展カードまたは貴族タイルの獲得によって得られる威信ポイントの総計が一人でも15点以上になったラウンドを最終ラウンドとし、そのラウンド終了時に最も高い威信ポイントを獲得していたプレイヤーの勝利。もし同点であれば発展カードの枚数がより少ないプレイヤーが勝者となる。

## 受賞歴
- 2014年 ドイツ年間ゲーム大賞ノミネート[3]
- 2014年 日本ボードゲーム大賞（投票部門大賞）[10]

など。